# Cirrula austrina
Cirrula austrina är en tvåvingeart som först beskrevs av Daniel William Coquillett 1900.  Cirrula austrina ingår i släktet Cirrula och familjen vattenflugor. Inga underarter finns listade i Catalogue of Life.